# Acanthocaudus schlingeri
Acanthocaudus schlingeri är en stekelart som först beskrevs av Muesebeck 1958.  Acanthocaudus schlingeri ingår i släktet Acanthocaudus och familjen bracksteklar. Inga underarter finns listade i Catalogue of Life.